# Giuseppe Laganà
Giuseppe Maurizio Laganà né à Milan le 28 juillet 1944 et mort à Rome le 3 janvier 2016 est un dessinateur, réalisateur et scénariste italien de dessins animés,.

## Biographie
Giuseppe Maurizio Laganà est diplômé à l'Accademia d'arte di Brera à Milan. 
Il a dirigé des cours d'animation à  Livourne (1980), Florence (1981), Rome (1984-1989) et Annecy (1987-1996). Il a enseigné l'art à l'Istituto Europeo di Design (1984-1987), à l'Istituto Superiore d'Arte del Castello/Milan (1989-1993) et à l'Université de Trieste-Gorizia (2002-2004).
Il a participé aux films de Bruno Bozzetto West and Soda (1965) et Vip, mio fratello superuomo (1968). Il s'est occupé de la réalisation de vidéoclip et de production d'animation pour la télévision italienne comme Pinocchio (1982), Buongiorno Italia (1988) et la mini-série Tiramolla (1990). Il a aussi dirigé les séries RAI Sandokan 2 (2000) et L'Ultimo dei Mohicani (2003). Il a réalisé des séries imaginées par Bruno Bozzetto comme The Spaghetti Family le prix du  Festival « Cartoons on the Bay » (2003) au comme meilleure série d'animation familiale. Il a remporté le prix du «Meilleur film TV»  au Trevisocartoon Festival (1993),« Meilleur Film » à Paris (1995) et « Meilleur réalisateur» à Dervio (2000).

## Filmographie partielle
- 2004 -2009 : Farhat: The Prince of the Desert (TV Séries) (52 épisodes)
- 2009 : 
  - The Lacking Grain
  - Farhat Against Everybody
  - On the Edge of the Abyss
  - Great Manoeuvres
  - Heart of Darkness (Séries TV) (52 épisodes)
- 2008 : 
  - Kim (Séries TV) (26 épisodes)
  - The Spring
  - Kaiber Pass
  - The Lion of Punijab
  - The Execution
  - The Monastery (26 épisodes)
- 2007 : Loulou de Montmartre (Série TV)
- 2006 : Felix 2 - Der Hase und die verflixte Zeitmaschine(signé Giuseppe Maurizio Laganà)
- 2005 : Felix - Ein Hase auf Weltreise (signé Giuseppe Maurizio Laganà)
- 2004 : 
  - Last of the Mohicans (Série TV) (1 épisode)
  -  The War
- 2003 : Spaghetti Family (Série TV)
- 2002 : Briefe von Felix - Ein Hase auf Weltreise ((Série TV) ) (saison 2)
- 1997 - 2002 : Lupo Alberto (Série TV) (104 épisodes)
- 2001 : 
  - Storia di uccello
  - Cercasi rockstar
  - Vacanze al verde
  - Un biglietto per la felicità
  - Ultimo spettacolo (104 épisodes)
- 1991 : Tiramolla Adventures (Vidéo)

Animation
- 2011 : Bar Sport (directeur d'animation)
- 1996 : La freccia azzurra
- 1987 : Baeus
- 1976 : Allegro non troppo
- 1974 : Self Service
- 1968 : Vip, mon frère Superman
- 1965 : Sur la piste de l'Ouest sauvage